# 아틸리오 스탐포네
아틸리오 스탐포네(Atilio Stampone, 1926년 7월 1일 ~ 2022년 11월 2일)는 아르헨티나의 지휘자·피아노 주자이다.

## 생애

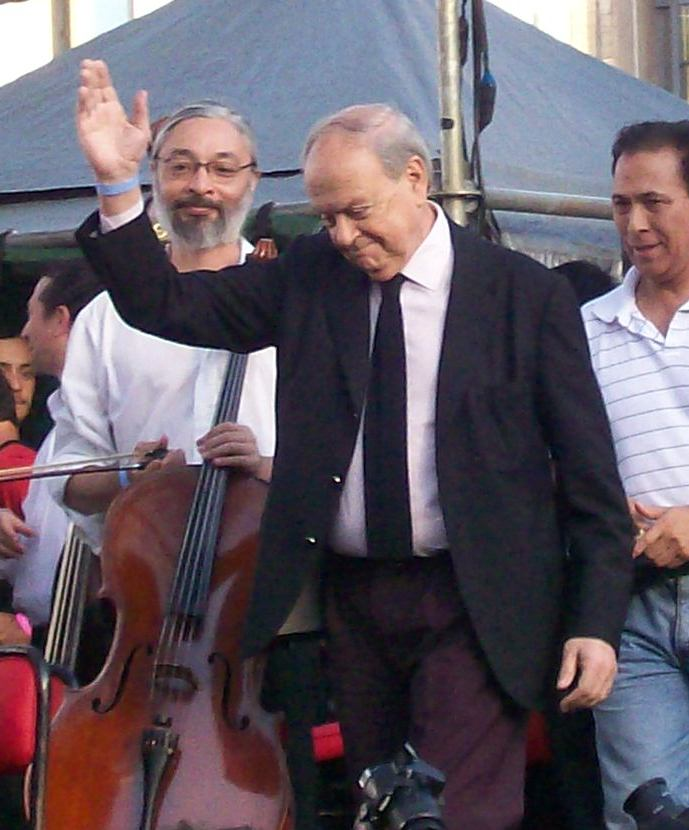
2010년

부에노스아이레스 산크리스토발 지구에서 태어나 10세 때부터 피아노를 공부하였다. 후에 페드로 루비오네에게 사사하여 피아노와 화성학을 연구하였다. 1944년에 탱고계에 데뷔, 페드로 아피아나 아스토르 피아솔라의 악단에서 활약하였다. 1950년에는 음악연구를 위하여 이탈리아에 갔으며, 연구를 하는 한편 비안코의 악단에 참가하여 활약하였다. 1952년에 귀국한 그는 레오폴드 페데리코와 협력하여 조직, 그리고 1955년에는 자기 악단을 결성하였다. 현대 감각에 넘치는 그의 연주는 높이 평가되었다.  그의 작품으로는 1956년의 처녀작 <아피체스>가 유명하다.